# August von Sommerfeld
Karl August Wilhelm von Sommerfeld (* 4. September 1783 in Spandau; † 12. Juni 1857 in Neufahrwasser) war ein preußischer Generalmajor und Herr auf Niederharpersdorf.

## Leben

### Herkunft
Die Familie Sommerfeld stammt aus Siebenbürgen und kam im 17. Jahrhundert nach Schlesien und in die Mark Brandenburg. So kämpfte bereits unter dem Großen Kurfürsten der General Andreas von Sommerfeld.
August war der Sohn des preußischen Majors Karl Bernhard von Sommerfeld (1739–1817) und dessen Ehefrau Maria Luise Dorothea, geborene von Pirch (1752–1797). Sein Vater war während des Ersten Koalitionskrieges für sein Verhalten im Gefecht bei Bitch mit dem Orden Pour le Mérite ausgezeichnet worden. Die Schwester Auguste (1792–1875) war mit den Generalmajor Konrad von Zedlitz und Neukirch verheiratet.

### Militärlaufbahn
Sommerfeld besuchte das Berliner Kadettenhaus und trat am 31. Oktober 1707 als Gefreitenkorporal in das Infanterieregiment „Alt-Larisch“ der Preußischen Armee ein. Er avancierte bis Ende Januar 1802 zum Sekondeleutnant und wurde während des Vierten Koalitionskrieges in der Schlacht bei Jena verwundet. Auf dem Rückzug gelangte Sommerfeld nach Lübeck, wo er mit der Kapitulation von Ratekau in französische Kriegsgefangenschaft kam.
1808 kehrte er aus der Kriegsgefangenschaft zurück und nahm Anfang Mai 1810 seinen Abschied aus dem Militärdienst. Mit Beginn der Befreiungskriege wurde Sommerfeld am 1. Juni 1813 als Major und Bataillonskommandeur im 15. Schlesischen Landwehr-Infanterie-Regiment angestellt. Für das Gefecht bei Löwenberg wurde er mit dem Eisernen Kreuz II. Klasse ausgezeichnet. Er kämpfte an der Katzbach und wurde beim Übergang bei Wartenburg verwundet. Ferner befand Sommerfeld sich in den Gefechten bei Bunzlau, Chalons, Montmirail, Chateau-Thierry, Laon, Paris und Fère-Champenoise.
Nach dem Krieg war Sommerfeld vom 18. Mai 1816 bis zum 2. April 1820 Kommandeur des 4. Oppelnschen Landwehr-Regiments. Anschließend wurde er mit der Beförderung zum Oberstleutnant Kommandeur des 22. Landwehr-Regiments. In gleicher Eigenschaft war er vom 29. November 1821 bis zum 11. Februar 1827 im 18. Landwehr-Regiments tätig. Unter Aggregation beauftragte man ihn dann mit der Führung des 3. Infanterie-Regiments und am 30. März 1827 stieg er zum Oberst auf. Daran schloss sich vom 30. März 1829 bis zum 19. Juli 1834 eine Verwendung als Kommandeur des 6. Infanterie-Regiment an. Am 20. Juli 1834 wurde Sommerfeld zum Zweiten Kommandanten von Danzig ernannt und in dieser Stellung Mitte Februar 1836 mit dem Orden der Heiligen Anna II. Klasse ausgezeichnet. Nachdem er Ende März 1836 den Charakter als Generalmajor erhalten hatte, erhielt Sommerfeld im Januar 1837 den Roten Adlerorden III. Klasse mit Schleife und wurde am 30. März 1837 zum Kommandeur der 2. Landwehr-Brigade in Danzig ernannt. Mit der Ernennung ging die Verleihung des Patents zu seinem Dienstgrad einher. Am 24. März 1841 wurde Sommerfeld mit einer jährlichen Pension von 2250 Talern zur Disposition gestellt. Er starb am 12. Juni 1857 in Neufahrwasser.

### Familie
Sommerfeld heiratete am 10. Juli 1810 in Niederharpersdorf Friederike Elenore Henriette Freiin von Zedlitz und Neukirch (1790–1863), eine Schwester des Generalmajors Konrad von Zedlitz und Neukirch. Das Paar hatte mehrere Kinder:
- Alwine Auguste Friederike Luise (1811–1834) ⚭ 1832 Karl von Pannwitz (* 31. Dezember 1798; † 17. Dezember 1859)
- Alexander Konrad Friedrich August (1813–1892), Premierleutnant a. D. ⚭ Elisabeth Sophie Emilie Vollmar (* 1832)
- Constantin Konrad Friedrich August (1815–1866), gefallen bei Königgrätz als Oberstleutnant und Bataillonskommandeur im 27. Infanterie-Regiment ⚭ 22. Oktober 1845 Hilaria Süßmilch (* 1826)
- Albert Franz Gottlieb August (* 1817; † 1840)
- Marie Friederike Elisabeth (1818–1818)
- Julius Caesar Friedrich August (1819–1888), Oberst a. D.

⚭ 1854 Valeska Heyn (1833–1868)
⚭ 1869 Emma Wilhelmine Amalie von Stülpnagel (* 1834), Witwe des Alexander von Bredow (1801–1857)
- Leontine Friederike Wilhelmine Auguste (1822–1900) ⚭ 4. April 1847 Anton Wilhelm Alexander von Winterfeld (1815–1881), Postdirektor[4]
- Elisabeth Friederike Auguste Adelheid (* 1826; † 1894)